# Командування ОЗС НАТО з питань трансформації
Командування ОЗС НАТО з питань трансформації (англ. Allied Command Transformation, ACT) — одне з двох стратегічних командувань НАТО, що займається трансформацією озброєнь, тактики збройних сил країн-учасниць відповідно до зміни геополітичних умов. Дане командування повинне розробляти, тестувати нові стратегічні доктрини НАТО, контролювати можливості, рівень підготовки збройних сил шляхом навчання, маневрів. Командування розміщене на Головній базі ВМС США у Атлантичному океані Норфолк, штат Вірджинія, США. Командування підлягає Верховному головнокомандувачу з питань транформації (англ. SACT). Чисельність персоналу командування складає 1 265 осіб.

## Історія
Командування ОЗС для Атлантики (англ. Allied Command Atlantic) створили 1952 з штаб-квартирою у Норфолку (SACLANT). Воно було створено для захисту судноплавства між США і Європою, забезпечення надання військово-технічної допомоги у випадку нападу СРСР. SACLANT складався з команд WESTLANT і EASTLANT, що розташовувались у США і Європі. Після розпаду СРСР чисельність командування було скорочено із збереженням основних структур.
В ході структурних реформ на сесії НАТО у Празі 2002 було вирішено відійти від принципів географічного поділу командування ЗС країн-учасниць на користь адаптації їх до умов ХХІ ст. і створення спрощених, більш ефективних структур командування згідно визначених функцій, зокрема створити командування з питань трансформації. Воно відповідає за стратегію, діяльність структур НАТО, зокрема Сили швидкого реагування.
Після повернення Франції до інтегрованої структури командування НАТО (2009) її представника призначили на пост Командувача ОЗС НАТО з питань трансформації.

### Структура
Штаб-квартира Командування ОЗС НАТО з питань трансформації ділиться на групу Командування, Директорату трансформації, Директорат підтримки трансформації, Дирекцію навчання, національних офіцерів зв'язку.
Командуванню ОЗС НАТО з питань трансформації підпорядковані чимало структур, об'єктів НАТО, зокрема з числа ЗС США. Крім Норфолку частина структур командування розміщується у штаб-квартирі Верховного головнокомандувача ОЗС НАТО в Європі (SHAPE) біля бельгійського міста Монс.
Також СКТ підпорядковані:
- Об'єднаний воєнний центр (англ. Joint Warfare Center (JWC)) у норвезькому місті Ставангер,
- Загальновидовий центр бойової підготовки ОЗС НАТО (англ. Joint Force Training Centre (JFTC)) у польській Бидгощі,
- Об'єднаний центр аналізу і вивчення досвіду (англ. Joint Analysis and Lessons Learned Centre (JALLC)) у португальському місті Монсанто,
- Оборонний коледж НАТО (англ. NATO Defense College) у Рим.

Командування ОЗС НАТО з питань трансформації координує діяльність 25 акредитованих в НАТО центрів передового досвіду (Centre of Excellence, COE),
зокрема:
- Об'єднаний центр передових технологій з кібероборони НАТО (англ. Cooperative Cyber Defence Centre of Excellence) у естонському Таллінні,
- Центр передового досвіду НАТО з ведення бойових дій у горах (англ. NATO Mountain Warfare Centre of Excellence (NATO MW CoE)) у Словенії,
- Центр передового досвіду НАТО з знешкодження боєприпасів, що не спрацювали (англ. Explosive Ordnance Disposal Centre of Excellence (NATO EOD CoE)) у Словаччині,
- Центр передового досвіду з військової медицини (англ. Military Medical Centre of Excellence, MILMED COE),
- Воєнно-інженерний центр передового досвіду НАТО (англ. NATO Military Engineering Centre of Excellence, MILENG COE) у Німеччині,
- Центр передового досвіду НАТО з командування та управління у Нідерландах.

### Верховні головнокомандувачі
Кандидати на пост висуваються країнами-членами і затверджуються Північноатлантичною радою. На даний час Верховні головнокомандуючі виконували свої обов'язки впродовж 2 років.
З 2002 Верховними головнокомандувачами Союзного командування з питань трансформації були:
- адмірал ВМС США Едмунд Джамбастіані (англ. Edmund P. Giambastiani) (2 жовтня 2002 — 19 червня 2005)
- генерал МКЗС США Ленс Сміт (англ. Lance L. Smith) (10 листопада 2005 — 9 листопада 2007)
- генерал КМП США Джеймс Н. Маттіс (англ. James N. Mattis) (9 листопада 2007 — 9 вересня 2009)
- генерал ВПС Франції Стефан Абріаль (фр. Stéphane Abrial) (9 вересня 2009 — 28 вересня 2012)
- генерал ВПС Франції Жан-Поль Паломерос (фр. Jean-Paul Paloméros) (28 вересня 2012 — 30 вересня 2015)
- генерал ВПС Франції Деніс Мерсьє (фр. Denis Mercier) (30 вересня 2015 — 11 вересня 2018)
- генерал ВПС Франції Андре Ланата (фр. André Lanata) (11 вересня 2018 — 23 вересня 2021)
- генерал ВПС Франції Філіп Лавінь (фр. Philippe Lavigne) (з 23 вересня 2021)